# Moviment del Musar
El Moviment del Musar, és una pràctica espiritual que dona una sèrie d'instruccions concretes sobre com viure una vida ètica i amb sentit. El Musar és una ètica basada en la idea de mitjançant el cultiu de les virtuts interiors, podem millor nosaltres mateixos. Això està en clar contrast amb la major part dels ensenyaments ètics jueus, que estan basades en la Torà. Actualment, un nombre de persones que no segueixen les lleis i els rituals tradicionals jueus, se senten atrets pel Musar, perquè els ofereix oportunitats de transformació personal, mitjançant una lent jueva.

## Introducció
Els mestres del Musar reconeixen que simplement aprendre sobre l'amabilitat no ens fa ser més amables. És més, ells van entendre que les nostres derives interiors, ferides, i neguits, sovint es manifesten, amb el Yetser Harà (la mala inclinació), i prevenen activament que ens comportem com cal. Un mestre del Musar, el Rabí Elya Lopian (1876-1970), va descriure al Musar com: "Ensenyar al cor el que la ment ja comprèn".

## Història del Musar

### Edat mitjana
El moviment va ser modelat per la literatura del Musar, que des de l'edat mitjana defensava un comportament moral i ètic. El seu objectiu era disciplinar en l'esforç per assolir un desenvolupament ètic i espiritual de l'ésser humà. El moviment del Musar va ser fundat al voltant de 1840 pel Rabí Yisroel Salanter a la ciutat lituana de Vílnius. Aquest moviment va ser seguit per les acadèmies talmúdiques i les ieixives de Kaunas, Kelm, i Telshe. Després de la partida de Salanter a Alemanya en 1857, el moviment va ser liderat pels seus estudiants Simcha Zisel Zwi, i Yitzchak Blazer. Des de 1890 hi va haver desacords dins del moviment, i algunes crítiques per part del judaisme rabínic. A partir de 1905, el moviment del Musar va esdevenir més minoritari. Actualment, l'estudi del Musar és una part important de l'estudi a les ieixives ortodoxes. La paraula Musar apareix a la Bíblia 51 vegades, més de la meitat d'elles en el Llibre dels Proverbis. Porta una connotació d'instrucció ètica, d'acord amb els ensenyaments de la Torà. En el període rabínic, textos com el tractat talmúdic de Pirkei Avot, seguien el fil dels ensenyaments ètics personals. En el període medieval, el Musar va esdevenir una branca d'estudi centrada en l'ètica de la virtut (de manera oposada a l'ètica basada únicament en els preceptes), la pràctica de treballar per refinar el propi caràcter d'un mateix, per esdevenir una millor persona, i estar més prop de Déu. Les obres seminals d'aquesta era són el capítol de l'obra del segle x, "El llibre de les creences i les opinions", Séfer Emunoth ve-Deoth, del Rabí Saadia Gaon, (escrit a l'actual Iraq), i el primer llibre del Musar, "Els deures del cor", escrit pel Rabí Bahya Ibn Pakudah, a l'Espanya del segle XI. Ibn-Pakudah definia al Musar com: "La ciència de la vida interior", i en la introducció, explicava que va escriure el llibre perquè "mai abans havia escrit un llibre sobre les fundacions (de la vida interior)". Més tard explicava que: "L'autèntica base d'un acte, depenia de la intenció, i la vida interior del cor, i per això hem d'estudiar el Món interior". Aquesta era la tesi de la posterior explicació dels savis del Musar, fins al dia d'avui.

### Seglexix
El Musar va ser un moviment del judaisme ortodox del segle xix. Es va originar a Lituània com a reacció a una temuda desintegració de la cultura jueva, mitjançant l'assimilació cultural, la Haskalà, els pogroms antisemites, i la propagació del hassidisme. El seu fundador va ser el Rabí Yisroel Salanter. La paraula hebrea Musar es pot trobar a la Bíblia, al Proverbis 1:2. Musar significa: moral, instrucció, i disciplina. Durant segles, el Musar va ser un camp d'estudi, i una pràctica individual. La literatura del Musar va continuar creixent, a mesura que els escolars de moltes i diferents comunitats jueves, escrivien consells pràctics, sobre com ser millor persona. De totes maneres, els llibres del Musar eren considerats com una part menor de la literatura jueva, fins al segle xix, quan el Rabí Yisroel Salanter va crear el Moviment del Musar.El Musar va deixar de ser una pràctica individual, per esdevenir una pràctica comunitària, sota el lideratge del Rabí Yisroel Salanter, al segle xix, a Lituània. Salanter, com molts rabins d'aquella època, estava amoinat perquè la religió tradicional jueva, era amenaçada per una aculturació pràctica, deguda a la Haskalà (la il·luminació jueva), que criticava la pràctica de la tradició, per ser antiquada i mancada de sentit. El moviment del Musar oferia una alternativa al moviment reformista, ja que retenia les pràctiques tradicionals ortodoxes, mentre augmentava i posava el focus en l'ètica personal, i en la disciplina moral. Amb tot, el Musar no va ser abraçat pels tradicionalistes jueus, i els líders del seu temps. Salanter es va esforçar per crear un moviment de masses en la societat, per capacitar a les persones, perquè aquestes fossin capaces de conquerir la mala inclinació (el yetser harà), i servir a Déu, amb tot el cor. Salanter i els seus deixebles, van crear un nombre d'innovacions en el judaisme, per assolir aquesta fi. Per exemple, van introduir la idea que cada persona tenia uns desafiaments espirituals únics i, per tant, necessitava practicar de manera personalitzada per superar-los. Salanter va introduir pràctiques de cant i introspecció, per aconseguir les emocions necessàries, per superar els desitjos negatius que estaven profundament enterrats en la ment. Finalment, Salanter i els seus deixebles van crear un nou tipus de Ieixivà, que prenia el temps d'estudi dedicat al Talmud babilònic, i el dedicava a l'estudi del Musar, per centrar-se en una pràctica del Musar individualitzada. Per exemple, els estudiants que cercaven la guia dels professors, i dels seus propis companys, entenien i superaven els seus propis desafiaments morals.

### Segle XX
En 1939, el Musar havia esdevingut una influència significativa, en la major part d'acadèmies talmúdiques (ieixivot) d'Europa de l'Est. Però gairebé tots els practicants del Musar i els seus mestres, van ser assassinats en l'Holocaust. Com a resultat, el Musar gairebé es va perdre per a la resta del Món.

### Segle XXI
Actualment el Musar contínua existint dins de les comunitats jueves liberals i ortodoxes. En algunes parts del Món ortodox, el Musar és vist com una cura per al mal caràcter. Aquells que practiquen el Musar, se centran en el camí cap a la pietat i la santedat, treballant en els seus propis desafiaments espirituals, i augmentant el seu nivell de coneixement de la literatura jueva. No és poc freqüent, pels que estan fora de la comunitat jueva ortodoxa, pensar simplement en el Musar, com en una forma d'avís. Mentre que la traducció literal de la paraula Musar és correcta, aquesta pasa per alt la naturalesa transformadora de la seva pràctica. A mesura que el Musar ha estat practicat al Món liberal jueu, durant el segle xxi, molts jueus han estat atrets, i han dedicat una atenció plena, als diferents aspectes del Musar. Els seus conceptes són universals, i poden ser implementats per persones de qualsevol nivell d'observança jueva. Els practicants del Musar, es concentren en diverses sèries de Midot, que són diferents característiques de l'ànima, com la humilitat, l'ordre, o la veritat. Hi ha tres parts en la pràctica diària: un mantra que és recitat al matí i és cantat per rebre el dia, una acció conscient a mesura que transcorre el dia, i després un diari nocturn.

## Literatura del Musar
- Emunoth ve-Deoth (en hebreu: האמונות והדעות), és el nom d'un text de la filosofia del judaisme que fou escrit en l'any 933 per Saadia Gaon, aquest llibre és considerat com un dels primers intents de racionalitzar la fe jueva.

- Chovot ha-Levavot (en hebreu: חובות הלבבות) (en català: Els Deures del Cor), és l'obra principal del rabí i filòsof jueu, Bahya ben Joseph ibn Pakuda. Es creu que el rabí va viure a Saragossa, Espanya, durant la primera meitat del segle xi. El llibre va ser escrit en l'any 1040, amb el títol "Llibre dels Deures del Cor" (en àrab: كتاب الهداية الى فرائض القلوب). L'obra va ser traduïda a l'idioma hebreu, per Judah ben Saul ibn Tibbon, durant els anys 1161 i 1180.

- Orchot Tzadikim (en hebreu: אורחות צדיקים) (en català: els camins dels justos) (1542, Alemanya). Aquest llibre va ser l'obra d'un autor anònim, el llibre va ser escrit en yidis, i fa servir una analogia culinària, per descriure la composició espiritual d'una persona, portant a molts a especular que l'obra va ser escrita per una dona.

- Mesilat Yesharim (en hebreu: מסילת ישרים) (en català: el camí dels rectes). El Rabí Moisès Chaim Luzzatto va escriure aquesta obra com una guia explícita per esdevenir una persona piadosa, que viu per sobre dels mínims requeriments de la Halacà, la Llei jueva. Luzzatto pensava que s'havia d'ensenyar als estudiants rabínics, a centrar-se més en la seva pròpia conducta personal, i s'havia de dedicar menys temps a l'estudi del Talmud babilònic. El llibre fou imprès a Amsterdam en 1740.

- Cheshbon ha-Nefesh (una comptabilitat de l'ànima, 1812, Ucraïna). Aquesta obra va ser escrita pel Rabí Menachem Mendel Levin, aquest va ser el primer llibre del Musar, amb un programa sistemàtic per a la pràctica diària. Estava influenciat per la guia pràctica per la virtut de Ben Franklin. Els aspectes pràctics diaris, van sorgir de la sensibilitat i la il·luminació de Levin.

- Pele Yoetz (1824, Constantinoble). Aquest llibre és una obra del Rabí Eliezer Papo, i va ser estudiat de forma extensa per una àmplia població formada tant per les elits, com per la gent normal i corrent. Els seus breus 391 capítols inclouen consells pràctics relatius als juraments, als somnis, i a l'equilibri de les coses.

- Ohr Yisrael ("La Llum d'Israel", 1890 Lituània). Aquest llibre és una obra del Rabí Israel Salanter, i conté moltes de les seves cartes i assajos. Entre els seus textos, el llibre inclou una bella carta, on l'autor anima als seus estudiants, perquè aquests ensenyin els ensenyaments del Musar a altres persones. Citant les paraules textuals del Rabí Salanter:

"Vostès són afortunats per causa d'haver rebut aquest gran precepte, que consisteix en enfortir als seus companys, en l'estudi del Musar, aquest és un magnífic regal."

## Organitzacions relacionades amb el Musar
- La societat AishDas, el projecte per a la dona jueva, Ahavas Yisroel, l'organització internacional pel Musar Vaadim, i la fundació Salant, són les organitzacions que serveixen principalment a la comunitat jueva ortodoxa.

- L'institut Musar, el centre pel Musar contemporani, American Musar (dirigit per Greg Marcus), i l'institut Kirva, tenen: Llibres, eines, programes i classes, creades per ser accessibles, per a la comunitat jueva, i per a les persones gentils interessades en la matèria.[1]